# Alti Tatra
Le montagne degli Alti Tatra, o semplicemente gli Alti Tatra (in slovacco e ceco Vysoké Tatry, in polacco: Tatry Wysokie, in ungherese: Magas Tátra, in tedesco: Hohe Tatra) sono una catena montuosa al confine tra Slovacchia e Polonia. Fanno parte dei Monti Tatra orientali.
Gli Alti Tatra, con le loro 24 (o 25) cime a più di 2.500 m di altezza, formano la più alta parte dei 1.200 km di lunghezza dei Carpazi, e perciò sono l'unica parte della catena ad avere carattere alpino.

## Descrizione
La maggior parte delle cime più alte degli Alti Tatra si trovano in Slovacchia. Il picco più alto è Gerlachovský štít, a 2655 m s.l.m. Su queste montagne si trovano molte specie di animali e piante, come l'orso, la lince, il gatto selvatico, la faina, il lupo e la volpe. Esistono più di 1.300 specie di piante conosciute.
La zona è molto conosciuta per gli sport invernali, con centri specializzati, tra i quali Štrbské Pleso, Starý Smokovec, e Tatranská Lomnica (tutti sono incorporati nella città di Vysoké Tatry, creata nel 1999) in Slovacchia e Zakopane in Polonia. La città di Poprad è la via di accesso ai centri di villeggiatura dei Tatra slovacchi.
Fu fondato proprio in questa zona il primo parco naturale europeo a cavallo tra due Paesi: il Parco Nazionale dei Tatra (Tatranský národny park - TANAP) in Slovacchia nel 1948 e nel 1954 in Polonia (Tatrzański Park Narodowy - TPN).

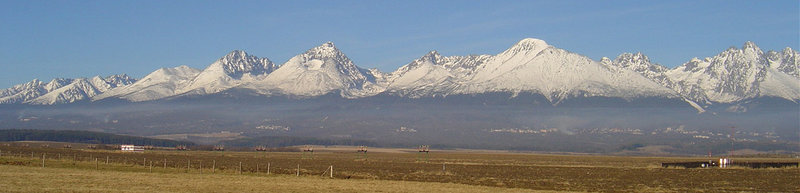
Panorama degli Alti Tatra

## Clima
| Dolina Pięciu Stawów (1991-2020) Fonte: meteomodel.pl | Mesi         | Mesi         | Mesi         | Mesi         | Mesi         | Mesi        | Mesi        | Mesi        | Mesi        | Mesi         | Mesi         | Mesi         | Stagioni | Stagioni | Stagioni | Stagioni | Anno     |
| Dolina Pięciu Stawów (1991-2020) Fonte: meteomodel.pl | Gen          | Feb          | Mar          | Apr          | Mag          | Giu         | Lug         | Ago         | Set         | Ott          | Nov          | Dic          | Inv      | Pri      | Est      | Aut      | Anno     |
| ----------------------------------------------------- | ------------ | ------------ | ------------ | ------------ | ------------ | ----------- | ----------- | ----------- | ----------- | ------------ | ------------ | ------------ | -------- | -------- | -------- | -------- | -------- |
| T. max. media (°C)                                    | −2,2         | −2,2         | −0,4         | 4,2          | 9,7          | 13,5        | 15,3        | 15,6        | 10,7        | 6,9          | 2,7          | −1,1         | −1,8     | 4,5      | 14,8     | 6,8      | 6,1      |
| T. media (°C)                                         | −5,6         | −6,0         | −4,1         | 0,6          | 5,6          | 9,5         | 11,3        | 11,4        | 6,8         | 3,3          | −0,4         | −4,3         | −5,3     | 0,7      | 10,7     | 3,2      | 2,3      |
| T. min. media (°C)                                    | −8,9         | −9,4         | −7,3         | −2,5         | 2,2          | 5,9         | 7,9         | 8,1         | 4,0         | 0,5          | −3,2         | −7,4         | −8,6     | −2,5     | 7,3      | 0,4      | −0,8     |
| T. max. assoluta (°C)                                 | 10,0 (2007)  | 10,2 (2002)  | 10,5 (2006)  | 16,9 (2018)  | 22,0 (2003)  | 25,8 (2016) | 25,5 (2007) | 26,5 (2013) | 21,8 (2015) | 21,0 (2000)  | 16,7 (2018)  | 11,5 (2012)  | 11,5     | 22,0     | 26,5     | 21,8     | 26,5     |
| T. min. assoluta (°C)                                 | −26,6 (2017) | −25,6 (2018) | −22,7 (2018) | −17,8 (1997) | −10,8 (2007) | −2,8 (2006) | −0,5 (2013) | −0,5 (2005) | −5,2 (2018) | −14,9 (1997) | −17,8 (1998) | −25,6 (1996) | −26,6    | −22,7    | −2,8     | −17,8    | −26,6    |
| Giorni di calura (Tmax ≥ 30 °C)                       | 0,0          | 0,0          | 0,0          | 0,0          | 0,0          | 0,0         | 0,0         | 0,0         | 0,0         | 0,0          | 0,0          | 0,0          | 0,0      | 0,0      | 0,0      | 0,0      | 0,0      |
| Giorni di gelo (Tmin ≤ 0 °C)                          | 29,9         | 27,3         | 28,9         | 20,4         | 8,2          | 1,3         | 0,1         | 0,1         | 4,7         | 13,5         | 20,5         | 28,8         | 86,0     | 57,5     | 1,5      | 38,7     | 183,7    |
| Giorni di ghiaccio (Tmax ≤ 0 °C)                      | 19,4         | 17,7         | 15,7         | 5,5          | 0,4          | 0,0         | 0,0         | 0,0         | 0,2         | 3,7          | 8,6          | 16,5         | 53,6     | 21,6     | 0,0      | 12,5     | 87,7     |
| Nuvolosità (okta al giorno)                           | 5,2          | 5,5          | 5,7          | 5,6          | 5,8          | 6,0         | 5,8         | 5,4         | 5,6         | 5,2          | 5,3          | 5,2          | 5,3      | 5,7      | 5,7      | 5,4      | 5,5      |
| Precipitazioni (mm)                                   | 94,1         | 88,1         | 95,7         | 121,4        | 211,2        | 236,8       | 313,1       | 196,6       | 194,7       | 145,5        | 126,5        | 106,3        | 288,5    | 428,3    | 746,5    | 466,7    | 1 930,0  |
| Giorni di pioggia                                     | 12,6         | 12,6         | 13,0         | 12,7         | 16,7         | 16,6        | 17,6        | 13,2        | 12,4        | 13,2         | 13,4         | 13,4         | 38,6     | 42,4     | 47,4     | 39,0     | 167,4    |
| Nevicate (cm)                                         | 2 843,6      | 3 600,8      | 4 445,5      | 4 026,4      | 1 618,0      | 140,2       | 0,9         | 1,3         | 70,3        | 193,8        | 675,5        | 1 717,6      | 8 162,0  | 10 089,9 | 142,4    | 939,6    | 19 333,9 |
| Vento (direzione-m/s)                                 | 5,3          | 5,3          | 5,0          | 3,7          | 3,3          | 3,5         | 3,4         | 3,2         | 4,0         | 4,9          | 5,3          | 5,3          | 5,3      | 4,0      | 3,4      | 4,7      | 4,4      |